# Zapasy
Zapasy – sport walki, polegający na fizycznym zmaganiu dwóch zawodników – walka odbywa się wręcz przez stosowanie chwytów i rzutów.
Początki tego sportu sięgają czasów starożytnych, kiedy to zmagania zapaśników były jedną z konkurencji igrzysk olimpijskich organizowanych w antycznej Grecji. Były to pierwsze zmagania o charakterze sportowym. Zapasy jako forma bezkrwawego współzawodnictwa znane są z okresów poprzedzających epokę hellenistyczną. W Japonii odpowiednikiem zapasów są zawody sumo. Walka w zapasach trwa dwie rundy po 2 lub 3 min. z przerwą 30 sek.
Zawody zapaśnicze polegają na zmaganiu się na macie (najczęściej okrągłej) dwóch zawodników jednakowej kategorii wagowej, jeden w czerwonym trykocie, drugi w niebieskim.
Zapasy dzielą się na:
- styl klasyczny – dozwolone są chwyty wyłącznie powyżej pasa
- styl wolny – można chwytać przeciwnika również za nogi.

(przed II wojną światową zwane w Polsce odpowiednio walką francuską i amerykańską).
W zapasach zabronione są wszelkie dźwignie czy techniki duszenia. W zapasach dużą rolę odgrywa siła, szybkość oraz spryt i instynkt zawodnika.